# روش پیمزلر
روش پیمزلر (یا سیستم آموزش زبان پیمزلر) روشی شنیداری برای آموزش و اکتساب زبان می‌باشد که پل پیمزلر آن را ابداع کرد. روش پیمزلر بر مهارت‌های شنیداری (Listening) و گفتاری (Speaking) تأکید دارد. پیمزلر معتقد بود که آموزش زبان در ابتدای کار باید بدون نوشتن و یا استفاده از کتاب و به صورت یادگیری طبیعی (Organic Learning) باشد وگرنه مهارت چندانی برای فرد حاصل نخواهد شد. این روش بر مبنای شنیدن و تکرار کردن است. شنونده هنگام آموزش، واژه‌ها و اصطلاحاتی که از گوینده بومی می‌شنود را تکرار کرده و به خاطر می‌سپارد. هنگامی که واژگان جدید درس داده می‌شوند بی‌درنگ از شنونده خواسته می‌شود که واژگان قبلی را تکرار کند. در نتیجه همین تکرار در فواصل زمانی مختلف باعث می‌شود که لغات در حافظه ثبت شوند. بین سال‌های ۱۹۶۳ تا ۱۹۷۱ پیمزلر این روش را برای آموزش زبان‌های یونانی، فرانسوی، اسپانیایی، آلمانی، و آکان ارائه کرد. 
دوره پیمزلر دارای ۹۰ درس می‌باشد و مدت هر درس آموزشی در این روش نیم ساعت است و باید هر روز را به یک درس اختصاص داد (یک دوره سه‌ماهه). در صورتی که زبان‌آموز درسی را خوب متوجه نشده باشد می‌بایست آن را در همان روز دوباره تکرار کند و تا آن درس را به خوبی درک نکرده‌است به درس بعدی نرود.

## روش‌شناسی
۱. انتظار
شنونده باید هر جمله یا عبارت را با صدای بلند تکرار کند. هنگامی که از وی خواسته می‌شود جمله‌ای را به زبان مقصد ترجمه کند، گوینده مدت زمانی را سکوت می‌کند تا شنونده فرصت فکر کردن و بیان جمله را داشته باشد. پیمزلر معتقد بود که این کار باعث می‌شود تا ذهن زبان‌آموز درگیر شود و وی صرفاً تقلید طوطی‌وار از جملات نداشته باشد. به اعتقاد پیمزلر ایجاد فاصله زمانی بین گوینده و شنونده بهترین روش شبیه‌سازی یک محیط واقعی برای زبان‌آموز است.
۲. تکرار با فواصل زمانی معین
تکرار با فاصله زمانی مشخص، روشی برای مرور و یادگیری واژگان یک زبان است که در روش پیمزلر به صورت گسترده‌ای به کار می‌رود. عبارات و اصطلاحات در فواصل زمانی مختلف تکرار می‌شوند و از شنونده خواسته می‌شود که آنها را به یاد بیاورد. همین امر موجب ثبت لغات در حافظه می‌گردد. برای مثال اگر واژه انگلیسی (good) به معنای «خوب» آموزش داده می‌شود، به ترتیب هر چند ثانیه، هر چند دقیقه، هر چند ساعت و هر چند روز پرسیده می‌شود تا به حافظه بلندمدت فرد انتقال یابد.
جدول تکرار پیمزلر در سال ۱۹۷۶ دارای این فواصل زمانی بود: ۵ ثانیه، ۲۵ ثانیه، ۲ دقیقه، ۱۰ دقیقه، ۱ ساعت، ۵ ساعت، ۱ روز، ۵ روز، ۲۵ روز، ۴ ماه، ۲ سال.
۳. هسته واژگان
روش پیمزلر اصلی‌ترین و متداول‌ترین واژگان را آموزش می‌دهد تا شنونده با یک هسته واژگان آشنا شود و آن را گسترش دهد. متن‌های بسامد واژگان نشان می‌دهد که هر زبان دارای یک هسته نسبتاً کوچک از واژگان پرکاربرد است. برای مثال انگلیسی دارای ۲۰۰۰ واژه پرکاربرد و مرکزی می‌باشد. روش پیمزلر در هر سطح ۳۰ قسمتی ۵۰۰ لغت آموزش می‌دهد. آموزش بعضی از زبان‌ها دارای ۴ سطح است و بعضی‌ها فقط یک سطح دارند. روش پیمزلر هرگز به صورت آشکار و صریح گرامر درس نمی‌دهد بلکه الگوها و نمونه‌های زبان را در قالب جملات و عبارات نشان می‌دهد تا ذهن زبان‌آموز با ساختار زبان آشنا شود و بتواند مانند یک بومی صحبت کند. پیمزلر معتقد بود که انسان‌ها با همین روش دستور زبان مادری خودشان را یادمی‌گیرند.
۴. یادگیری طبیعی
پیمزلر بر مهارت شنیداری تأکید دارد و این روش کاملاً شنیداری است. وی معتقد بود که یادگیری از طریق شنیدن و تکرار کردن «یادگیری طبیعی» است و کاملاً با مهارت خواندن و نوشتن فرق می‌کند. درست مانند یک کودک که از طریق شنیدن و تکرار کردن زبان را می‌آموزد. این روش علاوه بر آموزش گرامر به صورت طبیعی، تلفظ و بیان زبان آموز را نیز به درستی ارتقا می‌دهد. گویندگان این روش در آموزش هر زبان از گویندگان بومی آن زبان انتخاب می‌شوند در نتیجه زبان‌آموز لهجه را به خوبی فرا می‌گیرد.

## اصول به‌کارگیری روش پیمزلر
از آنجایی که روش آموزش زبان پیمزلر بر اساس اصول تکرار و مرور مشخصی کار می‌کند، در استفاده از آن نیز باید از اصول مشخصی تبعیت کرد. برخی اصول به‌کارگیری روش پیمزلر در یادگیری زبان به قرار زیر است:
- بین دروس نباید وقفه بیندازید؛ در غیر اینصورت حلقه تکرار و یادگیری پاره خواهد شد.
- هر روز بیشتر از یک درس را انجام ندهید حتی اگر احساس می‌کنید درس‌های اول بسیار ساده است.
- همیشه به همراه گوینده باید با صدای بلند و رسا تکرار کنید.
- هرگز تا یک درس را کامل و روان نشده‌اید نباید به درس بعد بروید.